# Стрілянина в Сан-Бернардіно
Масове вбивство в центрі для людей із обмеженими можливостями в Сан-Бернардіно (штат Каліфорнія) відбулося 2 грудня 2015 року близько 10:59 за місцевим часом. Повідомлялося, що кількість постраждалих склало, як мінімум 14 вбитих і 21 поранених. За першими доповідями, діяли три стрільці із гвинтівками, які залишили місце злочину на чорному позашляховику. Напад стався перед Міжнародним днем людей з інвалідністю, який відзначаються щорічно 3 грудня.
ФБР розглядає інцидент як «акт тероризму».

## Повідомлення

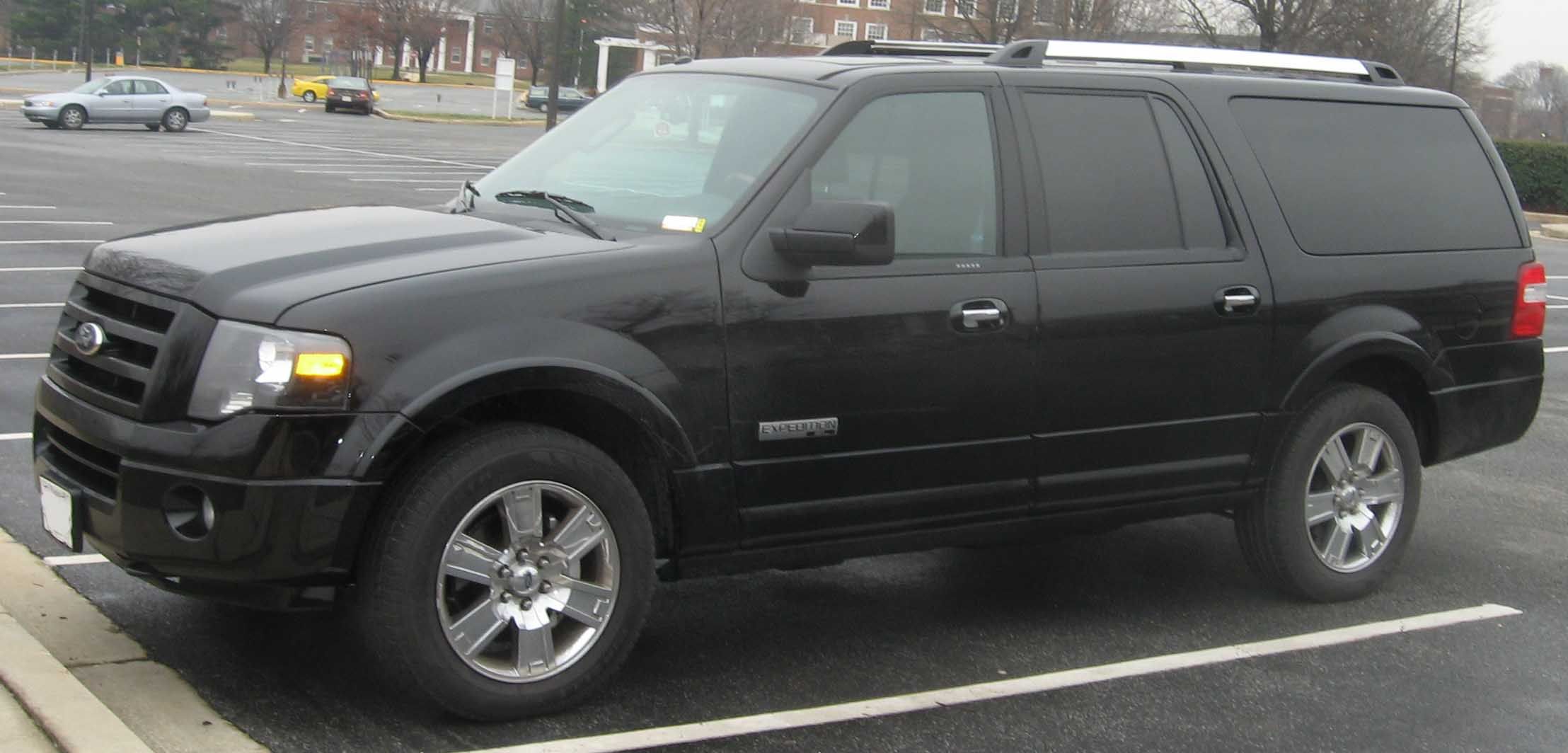
Чорний Ford Expedition, схожий на той, на якому пересувалися підозрювані

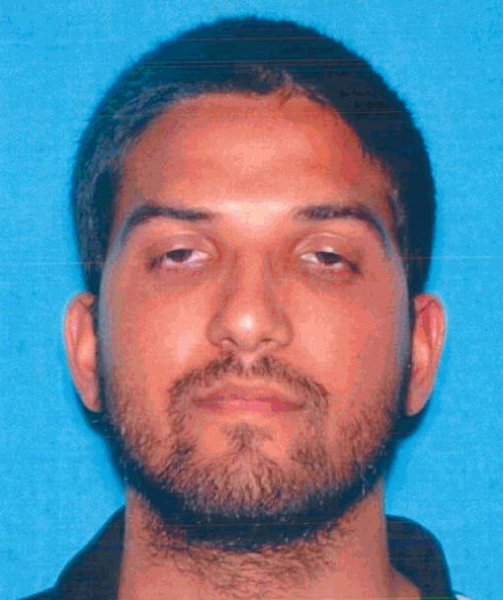
Сайєд Різван Фарук

Першим про стрілянину повідомило міське управління пожежної охорони, опублікувавши у «Твіттері» повідомлення про надзвичайну
ситуацію в кварталі 1300 на Ватерман-авеню. У повідомленні розповіли, що поліція вже на місці події. Територію поблизу Ватерман-авеню та Парк-Серкл-Драйв закрили для руху, водіїв закликали оминати цей район.

## Розташування
В ранніх повідомленнях була інформація, що інцидент трапився в Inland Regional Center, некомерційному об'єкті, що обслуговує людей з розумовою відсталістю, розташованому в будинку 1365 на Південній Ватерман-авеню.

## Реакція поліції
Поліція і спецназ оточили будинок після евакуації людей. Відомо, що принаймні один стрілець мав при собі напіввтоматичну зброю. ФБР і контртерористичний підрозділ Лос-Анджелеса були повідомлені і почали діяти. Правоохоронці шукають чорний позашляховик, котрий втік з місця пригоди після стрілянини.

## Жертви
Потерпілих розмістили в двох найближчих медичних центрах.

## Нападники
Стрілянину влаштувала сімейна пара — Сайєд Різван Фарук і Ташфін Малік, яку поліція ліквідувала. Малік — колишня громадянка Пакистану, що в'їхала до США за «візою нареченої» і набула американське громадянство; за деякими даними, поклялася у Facebook у вірності ІД.

## Слідство
Було затримано трьох підозрюваних у справі про стрілянину у Сан-Бернардіно — це Саєд Рахіль Фарук (брат Саєда Різвана Фарука), його дружину, росіянку Тетяну Фарук, а також її сестру Марію Черних, дружину Енріке Маркеса. Слідство вважає, що Енріке Маркес купив зброю, яку потім використали нападники. Затриманих не звинувачують у причетності до стрілянини, прокуратура підозрює їх у злочинній змові, укладенні фіктивного шлюбу і наданні неправдивих свідчень. Як вважає слідство, росіянки вийшли заміж тільки для того, щоб залишитися у США, до  того ж, Черних під час допиту заявила, що живе з чоловіком, але це не підтвердилося.